# Horst Schütz
Horst Schütz (Kandel, 8 de mayo de 1951) es un deportista alemán que compitió para la RFA en ciclismo en la modalidad de pista. Ganó una medalla de oro en el Campeonato Mundial de Ciclismo en Pista de 1984, en la prueba de medio fondo.

## Medallero internacional
| Campeonato Mundial | Campeonato Mundial | Campeonato Mundial | Campeonato Mundial |
| Año                | Lugar              | Medalla            | Competición        |
| ------------------ | ------------------ | ------------------ | ------------------ |
| 1984               | Barcelona (España) | Medalla de oro     | Medio fondo (P)    |